# مارشال إس. روث
مارشال إس. روث (بالإنجليزية: Marshall S. Roth)‏ هو ضابط أمريكي، ولد في 1901، وتوفي في 1995.